# Conus merleti
Conus merleti is een slakkensoort uit de familie van de Conidae. De wetenschappelijke naam van de soort is voor het eerst geldig gepubliceerd in 1974 door Mayissian.